# 斎俊男
斎 俊男（いつき としお、1892年（明治25年）11月5日 - 1946年（昭和21年）5月3日）は、大日本帝国陸軍軍人。最終階級は陸軍少将。

## 経歴
1892年（明治25年）に福島県で生まれた。陸軍士官学校第25期卒業。1939年（昭和14年）3月9日に陸軍歩兵大佐に進級し、8月1日に歩兵第57連隊長（第1師団）に就任して満州に駐屯。1941年（昭和16年）12月に和歌山連隊区司令官に転じた。
1943年（昭和18年）3月1日に陸軍少将に進級し、3月13日に北千島守備隊司令官に就任し、幌筵島で守備に就いた。10月1日に第2歩兵団長に転じ、ガダルカナル敗退後の第2師団再建のためにシンガポールに出征。1944年（昭和19年）2月14日に独立混成第36旅団長（第29軍）に就任し、カーニコバル島の守備に任じた。
独立混成第36旅団長在任時にカーニコバル島の住民をスパイ犯にでっちあげて虐殺したとして、戦犯指名された。住民の取り調べに当たった部下の監督責任を問われ、死刑判決が下ったが、裁判での潔い態度から銃殺刑となった。1946年（昭和21年）5月3日にチャンギーで執行された。